# 德韦恩德拉纳加尔
德韦恩德拉纳加尔（Devendranagar），是印度中央邦Panna县的一个城镇。总人口11411（2001年）。

## 人口
该地2001年总人口11411人，其中男性6003人，女性5408人；0—6岁人口2066人，其中男1119人，女947人；识字率60.92%，其中男性为68.72%，女性为52.27%。